# 411 Xanthe
411 Xanthe là một tiểu hành tinh lớn ở vành đai chính. Nó được Auguste Charlois phát hiện ngày 7.01.1896 ở Nice và được đặt theo tên Xanthe, một trong số 3.000 oceanid, con gái của Oceanus và Tethys.